# Saint-Louis (Mosella)
Saint-Louis è un comune francese di 703 abitanti situato nel dipartimento della Mosella nella regione del Grand Est.

## Società

### Evoluzione demografica
Abitanti censiti